# Doru Ioan Tărăcilă
Doru Ioan Tărăcilă (Biled, 15 gennaio 1951) è un politico e avvocato romeno.
Importante avvocato attivo nella città di Călărași, entrò in politica dopo la rivoluzione romena del 1989, legandosi al Fronte di Salvezza Nazionale (FSN) di Ion Iliescu.
Tra il 1994 e il 1996 rivestì la funzione di ministro degli interni nel governo Văcăroiu.
Fu senatore per il centro-sinistra (FSN, FDSN, PDSR, PSD) nel corso di cinque legislature per 18 anni consecutivi tra il 1990 e il 2008, prendendo parte a numerose commissioni parlamentari. Vicepresidente del senato per più di un decennio, nell'ottobre 2008 ne fu presidente ad interim, tra le dimissioni di Nicolae Văcăroiu e la nomina di Ilie Sârbu.
Alla fine dell'esperienza parlamentare, nel 2009 assunse per alcuni mesi l'incarico di prefetto del distretto di Călărași.

## Formazione e carriera professionale
Originario di genitori moldavi rifugiatisi in Romania nel 1944, nacque a Biled nel distretto di Timiș. La famiglia, contraria all'instaurazione della repubblica socialista del 1947 e alla conseguente iscrizione alle comunità agricole collettive fu, perciò, obbligata al trasferimento coatto nella località di Bărăganul, nel distretto di Călărași, dove già erano state esiliate altre famiglie di oppositori.
Il giovane Tărăcilă frequentò le scuole elementari a Dragalina e quelle superiori presso il liceo Mihail Eminescu di Călărași, conseguendo il diploma nel 1970. Al termine della scuola si arruolò come volontario nell'esercito, mentre tra il 1973 e il 1977 portò a compimento gli studi universitari presso la facoltà di giurisprudenza dell'Università di Bucarest e, dopo la laurea, iniziò ad esercitare la professione di avvocato.
Dopo la rivoluzione del 1989 che mise fine al regime di Nicolae Ceaușescu, fu decano dell'ordine degli avvocati di Călărași e membro del consiglio dell'unione nazionale degli ordini degli avvocati della Romania (UNBR).
Dal 2000 fu lettore universitario presso la facoltà di management della sede distaccata a Călărași dell'Università delle scienze agricole e di medicina veterinaria (Cluj-Napoca). Nello stesso istituto sostenne la propria tesi di dottorato con titolo Ricerche sulla legislazione fondiaria in Romania e vie di armonizzazione con la legislazione dell'Unione Europea (rumeno: Cercetări privind legislația terenurilor în România și căi de armonizare a acesteia cu legislația Uniunii Europene).
A partire dal 1990 fu presidente e membro di diverse associazioni di promozione sociale, come la Fondazione Dialogo Sociale, l'Associazione deportati a Bărăgan 1951 e l'Associazione PRO Basarabia și Bucovina.

## Carriera politica

### Partecipazione alla rivoluzione del 1989 e ingresso in senato
Tărăcilă iniziò la propria carriera politica in seguito alla rivoluzione romena del 1989, partecipando in qualità di presidente alla sezione locale di Călărași dell'organo di potere post-rivoluzionario, il Consiglio del Fronte di Salvezza Nazionale. Si unì, poi, al partito del Fronte di Salvezza Nazionale (FSN) fondato dal presidente del governo provvisorio, l'ex dissidente comunista Ion Iliescu. Il FSN dominò le elezioni parlamentari del 1990, le prime dell'era democratica, garantendosi una maggioranza schiacciante in parlamento e la nomina formale di Iliescu alla presidenza della repubblica. Tărăcilă fu eletto senatore nella circoscrizione del distretto di Călărași. Nel corso del primo mandato parlamentare fu membro della commissione per la convalida e rivestì il ruolo di questore in seno all'ufficio di presidenza del senato.
Nella primavera del 1992 il FSN andò incontro ad una scissione, come risultato dello scontro tra le due correnti del partito, quella guidata dal presidente della repubblica Ion Iliescu, promotore di una linea di lenta transizione all'economia di mercato, e quella dell'ex primo ministro Petre Roman. Iliescu fondò il Fronte Democratico di Salvezza Nazionale (FDSN), cui aderì anche Tărăcilă, che fu presidente della filiale distrettuale del partito nel distretto di Călărași. Il FDSN, nel 1993 ridenominato Partito della Democrazia Sociale di Romania (PDSR), fu il primo partito alle elezioni parlamentari del 1992, che per Tărăcilă segnarono la riconferma del proprio seggio in senato e la sua nomina a vicepresidente del gruppo parlamentare del PDSR. Nel 1993 entrò a far parte della commissione giustizia, mentre dal febbraio 1993 al marzo 1994 fu vicepresidente del senato. Il partito sostenne la formazione di un governo con a capo l'economista Nicolae Văcăroiu, che godette del sostegno parlamentare delle forze ultranazionaliste di PSM, PUNR e PRM, piccoli gruppi per i quali lo stesso Tărăcilă non nascondeva le proprie simpatie.

### Ministro degli interni
Nel 1994 lasciò la vicepresidenza del senato solamente per assumere la nuova funzione di ministro. L'ex ministro degli interni, il generale George Ioan Dănescu, infatti, il 6 marzo fu congedato dal ruolo in seguito alla decisione del governo Văcăroiu di rimuovere i rappresentanti dell'esercito dalla conduzione dei ministeri. Tărăcilă ne prese il posto, guadagnandosi presto la fama di uno dei più duri uomini del gabinetto di governo. Come sottolineato dalla stampa, in borghese o sotto le spoglie di falso giornalista, era solito effettuare personalmente delle ispezioni a sorpresa presso le sezioni e i commissariati di polizia, in modo da verificare il corretto svolgimento del lavoro delle forze dell'ordine.
Nel corso del mandato di ministro, inoltre, si ritrovò a dover rispondere di uno scandalo riguardante il servizio di intelligence del ministero degli interni, l'UM0215 (conosciuto anche come DIPI), i cui manuali operativi indicavano strategie di spionaggio su base regolare di giornalisti, cittadini romeni residenti all'estero e cittadini stranieri residenti in Romania.
Il suo operato da ministro si concentrò sulla riforma degli interni per permetterne l'integrazione alle strutture europee e sul mantenimento dell'ordine pubblico in occasione dei numerosi scioperi organizzati dalle diverse confederazioni dei lavoratori contro il peggioramento delle condizioni di vita. Nel 1995 fu creato, in seno alla polizia romena, il Servizio per gli interventi e le azioni speciali (SIAS), organizzato sul modello delle SWAT statunitensi.

### Permanenza in senato e presidenza ad interim
Fu rieletto ancora nelle successive tre legislature, riuscendo a rimanere in senato complessivamente per cinque legislature per 18 anni dal 1990 al 2008. Dal 1996 fu ininterrottamente membro dell'ufficio di presidenza del senato con i ruoli di segretario (1996-1998) e vicepresidente (1998-2008). A livello parlamentare partecipò a numerose commissioni, tra le quali difesa (1996-2000), giustizia (1997-2008), regolamento (1996-2000 e 2004-2008), riforma costituzionale (2002-2004, della quale fu vicepresidente), legge elettorale (2003-2004) e commissione d'inchiesta istituita per la destituzione del presidente della repubblica Traian Băsescu (2007).
Mentre nel 1996 il PDSR passò all'opposizione, nel 2000 tornò al potere e nel 2001 cambiò nome in Partito Social Democratico (PSD). Senatore d'esperienza politicamente vicino ad Iliescu, influente "barone" del PSD nel proprio collegio elettorale e uomo di punta del partito a Călărași, Tărăcilă fu vicepresidente del PSD a livello nazionale fino al 2005 e presidente dell'organizzazione distrettuale del PSD di Călărași fino all'aprile 2009. In seguito alla sconfitta del PSD alle elezioni del 2004, che segnarono la nascita di un governo di coalizione di centro-destra (Alleanza Giustizia e Verità), tuttavia, diede brevemente le dimissioni da leader del partito nel distretto.
Nell'ottobre 2008 il presidente del senato Nicolae Văcăroiu si trasferì alla guida della corte dei conti, lasciando vancate la posizione parlamentare. Il PSD, quindi, vagliò tre nomi per la scelta del suo successore. Oltre allo stesso Tărăcilă, furono avanzate le possibili candidature di Șerban Nicolae e Ilie Sârbu. Il 14 ottobre Tărăcilă assunse ad interim la presidenza del senato, mentre il 28 ottobre la camera alta elesse Ilie Sârbu a nuovo presidente titolare.
Ricandidatosi per le elezioni parlamentari del 2008, tuttavia, Tărăcilă non riuscì ad ottenere la rielezione. Nella sua circoscrizione vennero eletti in senato Vasile Nedelcu (PNL) e Constantin Dumitru (PD-L).

### Dopo l'esperienza parlamentare
Perso il seggio in senato, il 17 aprile 2009 fu indicato dal governo, presieduto da Emil Boc e sostenuto da una coalizione composta da PD-L e PSD, come prefetto del distretto di Călărași, in sostituzione di Lilian Ostropel-Onescu, nominato ispettore governativo. Rimase in carica fino al 1º ottobre 2009, rinunciando alla posizione in seguito all'uscita del PSD dalla maggioranza di governo.
Nel 2014 insieme agli ex prefetti Jenel Șerban e Lilian Ostropel-Onescu fu chiamato a testimoniare di fronte alla commissione parlamentare d'inchiesta relativa alla verifica della legalità dell'acquisto tra il 1990 e il 2013 di diversi terreni nella zona del comune di Nana (Călărași), che vedeva coinvolto anche un appezzamento comprato dalla figlia del presidente della repubblica Băsescu. Tărăcilă ammise l'esistenza di pressioni da parte di privati cittadini, ma di aver risolto ogni situazione nel pieno rispetto della legalità.
Nel maggio 2015, su iniziativa del ministro Gabriel Oprea, fu tra i firmatari di un appello siglato dal consiglio consultivo degli ex ministri degli interni, indirizzato al consiglio di giustizia e affari interni e a tutti i ministri degli interni degli stati membri dell'Unione europea, che sosteneva l'adesione della Romania allo spazio Schengen.

## Aspetti controversi

### Patrimonio
Nella propria dichiarazione patrimoniale del 2009 indicò di essere proprietario di 5 ettari di terreno agricolo, di un appartamento a Bucarest, un'autovettura Volkswagen Passat, gioielli e opere d'arte per un valore di circa 15.000 euro e quote azionarie in nove aziende. Nel 2004, tuttavia, la rivista Capital lo inserì nella lista dei 300 uomini più ricchi del paese, per via di numerose quote azionarie in diverse società, molte delle quali attive nel settore agricolo, il cui giro di affari era superiore ai 50 milioni di dollari. Secondo alcune stime le aziende da lui controllate disponevano nel complesso di oltre 30.000 ettari di terreno agricolo. Tra le altre aziende a lui collegate, la INDCOM gestiva la maggior parte degli spazi commerciali di Călărași, mentre la 2TT avrebbe beneficiato di numerosi contratti con enti della pubblica amministrazione del distretto.

### Sospetto di contrabbando
Nel 2000 fu aperta un'inchiesta (dosarul Contrabanda Jimbolia) nella quale era accusato di esportazione illegale di prodotti petroliferi verso la Jugoslavia, paese allora posto sotto embargo. Nell'inchiesta figuravano diversi membri del governo e l'ex capo del Serviciul Român de Informații Virgil Măgureanu. Le indagini, tuttavia, non ebbero seguito e il caso fu archiviato già nel 2001.

## Vita privata
Nel 1973 sposò la compagna di scuola e collega di facoltà Aurica Brișan, con la quale ebbe due figli, Mihai-Costin e Bogdan-Ionut, entrambi divenuti avvocati.